# 1970년대 홍콩
1970년대 홍콩은 이후의 미래를 결정하는 많은 변화를 겪었으며, 이 변화는 대부분 그 시기 동안 가장 오랫동안 재임하고 개혁 지향적인 총독인 맥리호스오브비오크 남작 머레이 맥리호스에 의해 주도되었다. 경제적으로 홍콩은 제조업 기반에서 금융 중심지로 탈바꿈했다.

## 배경

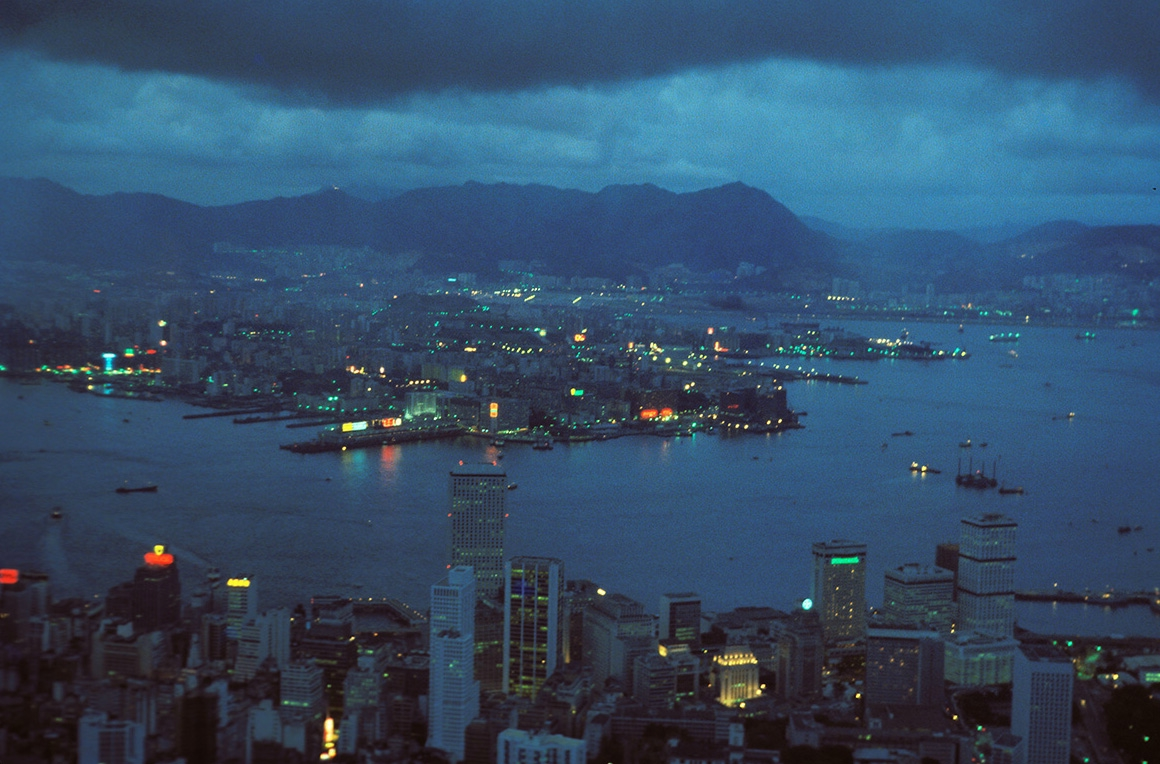
홍콩, 1970년대

제2차 베이징 조약에 대한 정치적 논의는 1970년대 초에 다시 떠올랐다. 신제 토지 임대 계약은 1997년에 27년 이내로 만료될 예정이었다. 맥리호스는 홍콩의 미래에 대해 중화인민공화국 지도자들과 논의하기 위해 베이징시를 방문하기 시작했다.
영국 정부와 중화인민공화국 정부는 결국 1997년 홍콩 반환으로 이어질 긴 협상 과정을 시작했다.

## 정치 및 사회 발전
제25대 홍콩 총독 (머레이 맥리호스 경) (1971년-82년) 체제 하에 일련의 개혁이 공공 서비스, 환경, 주택, 복지, 교육 및 인프라를 개선했다. 맥리호스는 가장 오랫동안 재임한 총독이었으며, 임기 말에는 영국 왕실 식민지에서 가장 인기 있고 잘 알려진 인물 중 한 명이 되었다. 맥리호스는 1980년대와 1990년대 초 홍콩이 세계 도시로 자리매김할 수 있는 기반을 마련했다.
맥리호스의 가장 중요한 정책 중 일부는 다음과 같다.
- 학령기 아동을 위한 9년간의 의무 무상 교육
- 1974년 ICAC (염정공서): 공공 기관, 경찰, 소방관 및 기업 부문의 부패를 근절하여 홍콩이 1990년대 동안 가장 부패가 적은 도시 중 하나로 간주되게 함
- 무허가 거주와 빈민가를 없애고 확장을 위한 충분한 주택을 제공하기 위해 고안된 10개년 주택 계획[1][2]
- 사회 복지 보호: 구직 수당, 노인 수당, 장애 수당 등
- 의료 시스템 전면 개편 및 퀸 엘리자베스 병원, 퀸 메리 병원, 프린세스 마가렛 병원 및 프린스 오브 웨일스 병원 건설
- 영국령 홍콩의 공식 언어로 영어와 함께 중국어 채택
- 사틴 및 튄문 등 신도시 개발
- 홍콩 녹지 면적의 70%를 보존하기 위한 컨트리 파크 조성

공공 서비스 제공이 증가함에 따라 제2차 세계 대전 이후 홍콩의 성장을 이끌었던 중국 본토からの 난민 유입에 대한 단속이 강화되었다. 1974년에는 '터치 베이스(touch base)' 정책이 도입되어 도시 지역에 도달한 이민자만 체류할 수 있게 되었다. 6년 후, 이 정책은 모든 불법 입국자에 대한 송환 정책으로 대체되었다.

## 문화

### 미터법
미터법은 1976년 미터법 조례에 따라 채택되었다. 이후에도 많은 웨트 마켓과 중의학 상점에서는 적어도 10년 동안은 구 중국식 단위를 사용했다.

### 교육
홍콩 정부는 1971년에 6년간의 무상 의무 교육을 도입했으며, 1978년에는 이를 9년으로 확대했다. 기업들은 또한 복잡한 프로젝트를 위해 잘 교육받은 직원들을 찾고 있었다. 1962년부터 1976년 사이에 해외에서 학위를 받은 졸업생의 72%가 홍콩으로 돌아와 고숙련 국내 직책을 맡았다.

### 국내 오락
1975년 9월 7일, 상업 텔레비전이 설립되었다. 이는 다른 두 회사인 Rediffusion Television과 Television Broadcasts Limited와 경쟁했다. 경쟁할 수 없었던 상업 텔레비전은 불과 3년 만인 1978년 8월 22일에 문을 닫았다.
1970년대는 홍콩에서 매일 뉴스 방송이 시작된 시기였다. 뉴스 프로그램은 10년 동안 계속해서 시청률 상위 10위 안에 들었다. 시청률의 다른 부문으로는 TV 드라마가 있었는데, 평균 80~120부작으로 보통 저녁 7시에 방송되었다. 인구의 66%가 정기적으로 시청하여 매일 밤 2백만에서 3백만 명의 시청자를 기록했다. 인기 시리즈의 마지막 회는 거리와 식당을 텅 비게 만들었다. 대부분의 시리즈에는 중국 전통주의가 거의 또는 전혀 포함되지 않았다. 이 드라마의 주제곡들은 또한 광둥어 음악을 부활시키는 데 도움을 주었는데, 실제로 광둥어 대중음악이라는 용어는 이 시기에 만들어졌다.

### 해외 오락
홍콩은 또한 독특한 지리적, 문화적 교차점에 위치해 있었다. 엘비스 프레슬리와 비틀즈와 같은 많은 서양 예술가들이 음악 산업에 노출되고 있었다. 일본 장난감은 과거 불규칙하고 불일치한 선적을 통해 홍콩에 도착했다. 그러나 시장에서 지속적인 인기를 얻은 일본 제품의 첫 큰 물결은 주로 슈퍼 로봇 장난감이었다. 고디안 워리어와 박싱거는 흔히 구할 수 있는 것들이었다.
1975년 일본 시리즈 울트라 시리즈가 방영되었는데, 주인공의 눈이 계란을 닮았다고 해서 그런 이름이 붙여졌다. 아이들은 매료되었다. 아이들은 영웅들을 흉내내며 공중을 "날아"보려고 했다. 1975년 7월 26일, 가우룽싱의 7층 건물에서 두 아이(3세 반, 4세 반)가 비행을 시도했다. 동생은 현장에서 사망했고, 형은 기적적으로 구조되었다. 사고 이후 시리즈 방송은 한동안 중단되었다.

### 영화
이소룡이 주연한 무술 영화들, 특히 1971년 당산대형(唐山大兄)과 이듬해 정무문(精武門)은 센세이션을 일으켰다. 한때 서양 영화와 만다린 영화에 밀려났던 광둥어 영화는 1970년대에 크게 부활했으며, 1976년 허관문이 감독한 '반근팔량'(半斤八兩)의 큰 성공으로 인플레이션을 고려하면 홍콩 영화 역사상 최고의 흥행 수입을 기록한 영화로 남아있다고 한다.
1973년 제임스 본드 영화 007 황금총을 가진 사나이는 홍콩에서 촬영되었다. 이 영화는 SS 시와이즈 유니버시티의 난파선과 유명한 전 큐나드 오션 라이너 RMS 퀸 엘리자베스를 담고 있다.

### 자연재해
1971년 8월, 태풍 로즈가 홍콩을 통과하며 막대한 피해를 입혔고, 8월 16일에는 태풍 경보 10호가 발령되었다. 총 1,032가구 5,664명의 이재민이 발생했다. 이 태풍으로 인해 목조 가옥 653채가 파괴되었고 건물 24채가 손상되었으며, 그 중 6채는 복구 불가능한 상태였다.
1972년 6월, 집중 호우로 인해 사우마우핑과 미드레벨스에서 각각 두 건의 심각한 산사태가 발생했다. 약 150명이 사망했고 많은 건물이 파괴되었다.
1979년 8월, 태풍 호프가 홍콩에 도달했지만, 이전 150 mph의 바람보다 상당히 약해졌다.

### 법과 질서

#### 반부패 운동
1970년대 홍콩에서는 부패가 일상적인 삶의 방식이었으며, 모든 정부 부서에서 일반적이었다. 경찰관들은 종종 범죄를 수사하기 전에 뇌물(일반적으로 "차 값"이라고 불림)을 요구했고, 소방관들도 사람들을 구하고 불을 끄기 전에 마찬가지였다. 많은 한족 형사 과장들은 삼합회 및 기업과의 부패한 거래를 통해 엄청난 부를 축적했다. 그들의 이름은 노년층의 기억 속에 깊이 각인되어 있으며, 그들의 이야기는 1991년 跛豪와 같은 여러 인기 영화로 각색되었다. 그렇다고 영국인 장교들이 완전히 깨끗하게 거래했다고 말할 수는 없다.
1974년, 홍콩 총독 머레이 맥리호스는 문제의 심각성을 인식하고 염정공서를 설립했다. 많은 경찰관에 대한 조사와 체포는 경찰들 사이에 큰 파문을 일으켰고, 그들은 염정공서에 항의하며 시위 중 본부를 점령하려고 시도하기도 했다.
총독은 가능한 경찰 파업이나 심지어 반란을 피하기 위해 결국 사면을 발표하여 1977년 이전에 저지른 사건에 대한 체포를 막았다. 그러나 사면은 고위 형사 과장에게는 적용되지 않았다. 엄청난 부를 가진 것으로 유명한 이 고위 중국인 장교들은 홍콩과 범죄인 인도 조약이 없는 대만으로 망명했다. 시간이 지남에 따라 염정공서의 노력은 전체 인구의 습관을 바꾸어 홍콩을 세계에서 가장 부패가 적은 도시 중 하나로 만들었다.

## 정치

### 댜오위타이 제도 수호 운동
1970년, 미국 정부는 난세이 제도와 댜오위타이 제도(일본 및 국제사회에서는 센카쿠 열도로 알려짐)에 대한 주권을 일본에 반환했다. 이 조치는 홍콩에서 중화인민공화국의 섬에 대한 권리를 옹호하는 중국 민족주의 운동을 촉발시켰다. "홍콩 전문대학생 연합회"는 1971년 7월 7일 코즈웨이베이의 빅토리아 공원에서 시위를 요청했지만, 4년 전 폭동 때문에 경찰은 제안을 거부하려 했다. 그럼에도 불구하고 시위는 결국 진행되었고 폭력이 발생하여 시위 학생 중 일부가 체포되었다. 건제파 언론은 경찰의 개입이 일반 대중의 의지를 침해했다고 비판했다. 관련 경찰관들은 이후 영국으로 송환되었다. 그러나 댜오위타이 제도에 대한 중국의 주권 관련 시위는 이후 몇 달 동안 계속되었다.

## 경제

### 제조업
홍콩 제조업의 쇠퇴에는 여러 요인이 기여했다. 1970년대 후반에는 지가 상승이 있었다. 1978년 경제 개혁을 통한 중국과의 세계 무역 개방과 함께, 노동 비용이 낮은 본토로 공장이 점차 이전되었다.
동시에 싱가포르와 대만도 홍콩과 유사한 발전을 겪었다. 유사한 제품을 제조하는 경쟁력은 현지 기업을 보호하기 위한 보호무역으로 이어졌다. 그 결과 홍콩 상품에 대한 수요는 감소했다.

### 부동산 및 토지
수십 년간 엄청나고 지속적인 이민으로 인해 영토 내 주택 부족은 심각해졌다. 많은 사람들이 무허가 거주지나 배에서 살았는데, 그곳은 태풍, 화재, 산사태에 취약했다. 공영 주택의 질을 향상시키고 과밀 혼잡을 완화하기 위해 정부는 1972년에 10년 안에 180만 명에게 양질의 주택을 제공하는 것을 목표로 하는 10개년 주택 계획(十年建屋計劃)을 발표했다. 이 프로그램을 주도하기 위해 홍콩 주택국이 설립되었다. 정부는 또한 1976년에 주택 소유 계획(居者有其屋計劃)을 도입하여 주택을 건설하고 시장 가격보다 낮게 판매하여 사람들이 부동산을 소유하도록 도왔다.

### 신흥 비즈니스
홍콩 최초의 슈퍼마켓인 웰컴은 1970년 중완에 문을 열었다. 초기에는 서양인 고객이 대부분이어서 일부 현지인들에게는 "귀신 시장"으로 불렸지만, 곧 중국인들도 이 새로운 형태의 상점을 받아들이기 시작했다. 1975년까지 도시에는 200개가 넘는 크고 작은 슈퍼마켓이 생겨났다. 이러한 새로운 상점들은 대부분의 전통적인 쌀 상점(米舖), 와인 상점(辦館), 편의점(士多)을 없앴다. 웰컴과 PARKnSHOP은 시장을 장악하는 데 오랜 시간이 걸리지 않았다. 이 두 거대 프랜차이즈의 전면 및 전체 페이지 광고는 더 작은 전통 상점들이 할 수 없었던 인기를 높이는 데 기여했다. 최초의 맥도날드 레스토랑은 1975년 코즈웨이베이 패터슨 스트리트에 문을 열었다.

### 인프라

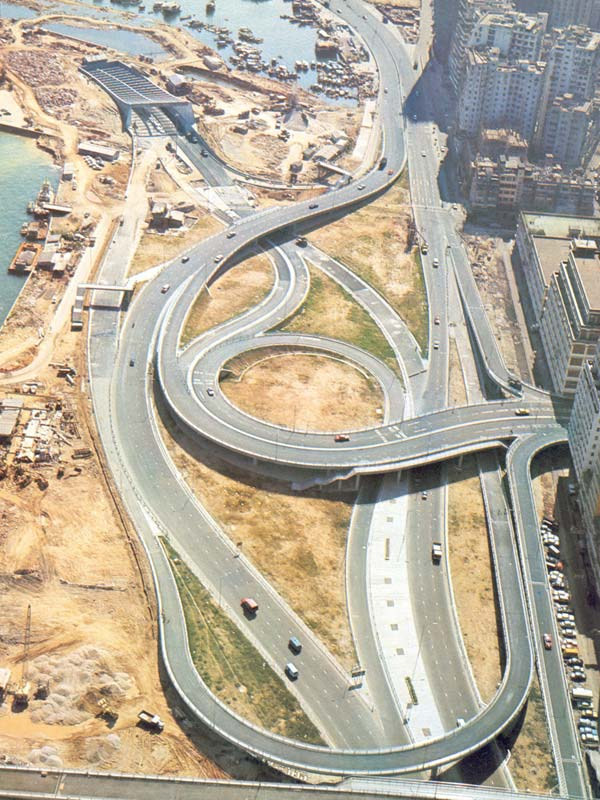
1970년대 터널 건설 중 홍콩섬 쪽 홍콩 해저 터널 입구 주변 지역.

홍콩 최초의 현대식 급행 철도인 홍콩 지하철은 1979년 10월에 개통되었다. 첫 노선은 섹깁메이에서 군통까지 동부 가우룽을 운행했다. 12월에는 짐사저이까지 서비스가 확장되었고, 1980년에는 군통에서 홍콩섬의 항구 반대편에 있는 중부 비즈니스 지구까지 탈 수 있게 되었다.
홍콩 최초의 해저 터널인 홍콩 해저 터널은 1972년에 개통되었다. 이 지역 역사상 처음으로 사람들은 페리를 타지 않고도 홍콩과 가우룽 사이를 이동할 수 있게 되었다. 그 결과 작은 전동 보트 (小電船)는 점차 사라졌다.
카이탁 공항은 제한된 토지 공간과 인근 언덕과의 근접성에도 불구하고 1970년대 전반기에 보잉 747을 처리하기 위해 확장되었다.

### 금융
1970년대에 접어들면서 사람들은 더 부유해졌다. 당연히 사람들은 투자 수단을 찾기 시작했다. 1964년 은행 조례 통과는 은행의 규제 강화로 이어졌다. 최소 자본금 500만 홍콩 달러와 유동성 비율 25%, 대출 및 투자 제한이 합법적인 운영을 위한 새로운 요구 사항이 되었다. 사람들은 은행을 더 신뢰하기 시작했고, 저축액이 축적되면서 사람들은 투자 의지를 갖게 되었다.
곧 주식 투기 열풍이 시작되었다. 매일 새로운 주식이 판매되었고, 증권사는 급증했으며, 일부 사람들은 직장을 그만두고 전업 투자자가 되어 의사들이 "주식병"이라고 부르는 일종의 도시병에 시달렸다. 이 시기의 투자자는 50만 명에 달한다고 한다. 항셍지수는 계속 치솟았지만, 1973년 3월 폭락하여 많은 사람들을 파산시켰다. 홍콩 경제는 이후 몇 년 동안 서서히 회복되었다.
1976년에는 "예금수취회사 조례"도 통과되어 비면허 은행 기관이 정부에 등록하도록 강제했다. 최소 납입 자본금 250만 홍콩 달러도 요구되었다. 이 전략은 미국의 예금 신탁 개념을 반영하는 것이었다.

### 자원
문화대혁명 기간 동안 본토 중국의 물 공급 중단으로 인해, 정부는 1975년 캐슬 피크 록온파이에 해수 담수화 공장을 건설했다. 하이 아일랜드 저수지 건설은 1969년부터 1979년까지 진행되었으며, 플로버 코브와 비슷한 규모로 예상되었다. 일본 회사와 계약한 건설 비용은 4억 홍콩 달러 이상이었다.

## 트리비아
"가우룽 황제"라고도 불리는 젱 쩌우 초이는 1970년대에 서예 그래피티 경력을 시작했다.